# Martin Bachmann
Martin Bachmann (* 19. Dezember 1964 in Stuttgart; † 3. August 2016 in Istanbul, Türkei) war ein deutscher Bauforscher.

## Leben
Martin Bachmann studierte von 1986 bis 1996 Architektur an der Universität Karlsruhe und spezialisierte sich früh auf die historische Bauforschung sowie auf Bauaufnahme. Seine Diplomarbeit bei Ottokar Uhl und Martin Einsele befasste sich mit dem Thema Badische Maschinenfabrik Durlach – Neustrukturierung und Umnutzung des ehemaligen Betriebsgeländes. Noch im selben Jahr wurde er Wissenschaftlicher Mitarbeiter im Sonderforschungsbereich 315 Erhaltung historisch bedeutsamer Bauwerke der Deutschen Forschungsgemeinschaft (DFG) am Institut für Baugeschichte in Karlsruhe. Hier promovierte er im Jahr 2000 mit einer Dissertation zum Thema Die Karlsburg. Spuren einer Residenzanlage im Durlacher Stadtgefüge. Ebenfalls in diesem Jahr wurde Bachmann Referent für Bauforschung beim Deutschen Archäologischen Institut Istanbul (DAI Istanbul). Dort war er verantwortlich für die Dokumentation und wissenschaftliche Bearbeitung archäologischer Monumente in Kleinasien, die Konzeption und Leitung konservatorischer Maßnahmen, Forschungsprojekte zu konstruktionsgeschichtlichen Fragestellungen in Pergamon, Eflatun Pınar und auf dem Karasis. Seit 2003 hatte Bachmann einen Lehrauftrag an der Universität Cottbus inne, wo er auch an seiner Habilitation zum Thema Bautechnik und Bauorganisation im hellenistischen Kleinasien arbeitete. 2004/05 vertrat er den Lehrstuhl für Baugeschichte an der Universität Dortmund. 2005/06 arbeitete er erneut als Referent für Bauforschung des DAI in Istanbul, seit 2006 war er Zweiter Direktor der Abteilung Istanbul. Am 12. Mai 2010 wurde Bachmann zum ersten Vorsitzenden der Koldewey-Gesellschaft gewählt.
Bachmann befasste sich mit den bauorganisatorischen Fragestellungen antiker Architektur, insbesondere der Funktion der Steinmetzzeichen; in Istanbul forschte er neben konstruktionsgeschichtlich orientierten Untersuchungen an den Holzhäusern zu stadttopographischen Themen. Er war ordentliches Mitglied des Deutschen Archäologischen Instituts.
Bachmann starb am 3. August 2016 in Istanbul an den Folgen eines Herzinfarkts während der Arbeit.

## Schriften
- Die Karlsburg. Spuren der Residenzanlage im Durlacher Stadtgefüge (= Materialien zu Bauforschung und Baugeschichte. Band 11). Institut für Baugeschichte, Karlsruhe 2000, DNB 960715118.
- Wiedereinweihung Ordenskirche Bayreuth St. Georgen. Staatliches Hochbauamt Bayreuth, Bayreuth 2002.
- Der barocke Wiederaufbau. Bauhistorische Untersuchungen in der Durlacher Altstadt (= Materialien zu Bauforschung und Baugeschichte. Band 12). von Zabern, Mainz 2002, ISBN 3-8053-2986-5.
- Tarabya. Geschichte und Entwicklung der historischen Sommerresidenz des deutschen Botschafters am Bosporus. Istanbul 2003 (zweisprachige Ausgabe deutsch/türkisch).
- mit Andreas Schwarting: Pergamon Bau Z, building Z. Schutzbau über römischen Mosaiken. Thelem, Dresden 2005, ISBN 3-937672-06-0.
- Herausgeber, mit Baha Tanman: Ahşap Istanbul. Katalog zur Ausstellung über Istanbuls Holzhäuser. Istanbul 2008 (dreisprachige Veröffentlichung deutsch/türkisch/englisch).